# Софі Тойбер-Арп
Софі Тойбер-Арп (19 січня 1889, Давос — 13 січня 1943, Цюрих) — швейцарська художниця, дизайнерка, скульпторка й танцюристка. Працювала у напрямках дадаїзму та абстракціонізму. 

## Життєпис
Народилася 19 січня 1889 року у Давосі. 
Була одружена з художником і скульптором Гансом Арпом.
Померла 13 січня 1943 року у Цюриху.

## Пам'ять
Портрет Софі Тойбер-Арп зображено на сучасних банкнотах швейцарського франку, а саме на купюрах номіналом 50 франків.
Вшанована на Поверсі спадщини Джуді Чикаго.
19 січня 2016 Гугл розмістив дудл, присвячений 127-му ювілею Софі Тойбер-Арп.